# Leucocintractia scleriae
Leucocintractia scleriae är en svampart som först beskrevs av Augustin Pyrame de Candolle, och fick sitt nu gällande namn av M. Piepenbr., Begerow & Oberw. 1999. Leucocintractia scleriae ingår i släktet Leucocintractia och familjen Anthracoideaceae.   Inga underarter finns listade i Catalogue of Life.